# A Time to Love
A Time to Love — двадцать третий студийный альбом американского певца, музыканта и автора песен Стиви Уандера, вышедший в 2005 году на лейбле Motown Records.

## Описание
| Совокупная оценка    | Совокупная оценка |
| Источник             | Оценка            |
| -------------------- | ----------------- |
| Metacritic           | 66/100            |
| Оценки критиков      |                   |
| Источник             | Оценка            |
| Allmusic             | [ 2 ]             |
| Blender              | [ 3 ]             |
| Entertainment Weekly | C                 |
| Los Angeles Times    | [ 5 ]             |
| New York Times       | mixed             |
| PopMatters           | favorable         |
| Rolling Stone        | [ 8 ]             |
| Slant                | [ 9 ]             |
| Stylus               | B−                |
| The Village Voice    | A–                |

A Time to Love стал первым студийным альбомом Стиви Уандера за десять лет, предыдущий, Conversation Peace, вышел в 1995 году:
По прошествии десятилетия с момента его последнего полноформатного альбома Conversation Peace (1995) слушатели, затаив дыхание, ждали знака о возвращении Уандера и задавались вопросом, каким он явится: будет ли это социально сознательный гений, который писал гимны для поколения, или это будет R&B-певец, который доминировал на радио в формате quiet storm? К счастью, в альбоме смешались обе ипостаси Уандера.
В целом A Time to Love получил положительные оценки у критиков.
Песня «From the Bottom of My Heart» с альбома принесла Уандеру четвёртую премию «Грэмми» за лучшее мужское вокальное поп-исполнение (1995). Также Уандер получил четыре Грэмми-номинации: за лучший альбом в стиле ритм-н-блюз, за лучшее совместное вокальное поп-исполнение («A Time To Love»), за лучшее мужское вокальное исполнение в стиле ритм-н-блюз («So What The Fuss»), за лучшее исполнение дуэтом или группой в стиле ритм-н-блюз («How Will I Know»).

## Список песен
Слова и музыка всех песен — Стиви Уандер, если не указано иное.
| №   | Название                                                     | Автор(ы)             | Длительность |
| --- | ------------------------------------------------------------ | -------------------- | ------------ |
| 1.  | «If Your Love Cannot Be Moved» (feat. Ким Баррелл)           |                      | 6:11         |
| 2.  | «Sweetest Somebody I Know»                                   |                      | 4:31         |
| 3.  | «Moon Blue»                                                  | Уандер, Акошуа Бусиа | 6:44         |
| 4.  | «From the Bottom of My Heart»                                |                      | 5:11         |
| 5.  | «Please Don't Hurt My Baby»                                  |                      | 4:40         |
| 6.  | «How Will I Know» (feat. Аиша Моррис)                        |                      | 3:39         |
| 7.  | «My Love Is on Fire» (feat. Хьюберт Лоуз на флейте)          |                      | 6:16         |
| 8.  | «Passionate Raindrops»                                       |                      | 4:50         |
| 9.  | «Tell Your Heart I Love You»                                 |                      | 4:30         |
| 10. | «True Love»                                                  |                      | 3:32         |
| 11. | «Shelter in the Rain» (feat. Кирк Франклин)                  |                      | 4:19         |
| 12. | «So What the Fuss» (feat. En Vogue и Принс)                  |                      | 5:04         |
| 13. | «Can't Imagine Love Without You»                             |                      | 3:45         |
| 14. | «Positivity» (feat. Аиша Моррис)                             |                      | 5:07         |
| 15. | «A Time to Love» (feat. Индиа Ари и Пол Маккартни на гитаре) | Уандер, Индиа Ари    | 9:17         |

## Участники записи
- Стиви Уандер — вокал, бэк-вокал, барабаны, перкуссия, клавишные, пианино, губная гармоника, аранжировка, клавинет
- Кения Хэтэуэй, Линн Фиддмонт — бэк-вокал
- Брайан Следж, Десара Джонсон, Эрика Л. Кинг, Джерими Ли Картер, Томасина Аткинс, Тони Баррелл — Хор
- Ара — африканские барабаны
- Дуг Э. Фреш — битбокс
- Г. Патрик Ганди — дирижёр
- Оскар Кастро-Невес — гитара
- Фред Уайт, Ламонт Ван Хук, Филипп Джексон, Вилли Уитон-младший, Барбара Уилсон, Конеша Оуэнс, Дебра Лоус, Девер Дакетт, Грегори Кертис, Кевон Эдмондс, Мабвуто Карпентер, Моник Дебарж, Ширли Брюер, Тимоти Джонсон, Трейси Нельсон, Кит Джон, Кристи Минго, Линн Фиддмонт, Себастьян Мего, Тамико Уитсетт — бэк-вокал
- Алекс Эл — бас-гитара
- Тревор Лоуренс-младший — барабаны
- Вудро Мюррей — вибрафон
- Натан Уоттс — бас-гитара
- Тедди Кэмбелл — барабаны
- Хьюберт Лоуз — флейта
- Док Пауэлл — гитара
- Герман Джексон — клавишные
- Дэвид Блумберг — аранжировка
- Натан Ист — бас-гитара
- Рикки Лоусон-старший — барабаны
- Пол Джексон — гитара
- Д. Мунюнго Джексон, Пауло ДаКоста — перкуссия
- Бонни Райт — слайд-гитара
- Майк Филлипс — саксофон
- Нарада Майкл Уолден — барабаны
- Принс — гитара
- En Vogue — вокал
- Грег Филлингейн — электрическое пианино
- Моррис О’Коннор — гитара
- Пол Маккартни — акустическая гитара, электрогитара
- The Los Angeles Inner City Mass Choir
- Ричи Гаджате-Гарсия — конги, перкуссия
- Аббос Косимов — барабан

## Чарты
| Чарт (2005)                         | Высшая позиция |
| ----------------------------------- | -------------- |
| Бельгия/Валлония (Ultratop)         | 93             |
| Дания (Hitlisten)                   | 15             |
| Нидерланды (Album Top 100)          | 51             |
| Финляндия (Suomen virallinen lista) | 27             |
| Франция (SNEP)                      | 19             |
| Германия (Offizielle Top 100)       | 43             |
| Италия (Classifica album)           | 16             |
| Япония (Oricon)                     | 12             |
| Норвегия (VG-lista)                 | 9              |
| Испания (PROMUSICAE)                | 81             |
| Швеция (Sverigetopplistan)          | 9              |
| Швейцария (Schweizer Hitparade)     | 24             |
| Великобритания (UK Albums Chart)    | 24             |
| США (Billboard 200)                 | 5              |

## Сертификации
| Регион                                                      | Сертификация | Продажи |
| ----------------------------------------------------------- | ------------ | ------- |
| Япония (RIAJ)                                               | Золотой      | 88,000  |
| Великобритания (BPI)                                        | Серебряный   | 60 000^ |
| США (RIAA)                                                  | Золотой      | 469,000 |
| ^ Данные о тиражах приведены только на основе сертификации. |              |         |